# هگن
هگن (به فرانسوی: Haegen) یک کمون در فرانسه با جمعیت ۶۵۴ نفر است که در Canton of Marmoutier واقع شده‌است.